# Caloptilia callicarpae
Caloptilia callicarpae är en fjärilsart som beskrevs av Tosio Kumata 1982. Caloptilia callicarpae ingår i släktet Caloptilia och familjen styltmalar. Inga underarter finns listade i Catalogue of Life.